# Brigada 3 Roșiori (1918-1920)
Brigada 3 Roșiori a fost o  unitate de cavalerie, de nivel tactic, din Armata României, care a participat la acțiunile militare postbelice, din perioada 1918-1920, fiind formată din Regimentul 10 Roșiori.Brigada a făcut parte din compunerea de luptă a Divizia 2 Cavalerie (1918-1920), comandată de generalul Alexandru Constantinidi. :p. 333

## Compunerea de luptă
În perioada campaniei din 1919, brigada a avut următoarea compunere de luptă::p. 314
- Brigada 3 Roșiori

- Regimentul 5 Roșiori (1918-1920) - comandant: colonel Poenaru Dumitru

- Divizionul 1 - comandant: maior Alexandru Butunoiu
- Divizionul 2 - comandant: colonel Pascu Alexandru

- Regimentul 10 Roșiori(1918-1920)- comandant: colonel Stancov Gheorghe

- Divizionul 1 - comandant: locotenent maior Silny Ioan
- Divizionul 2 - comandant: maior Pastila Alexandru

## Participarea la operații

### Campania anului 1919
În cadrul acțiunilor militare postbelice,  Brigada 3 Roșiori a participat la acțiunile militare în dispozitivul de luptă al Diviziei 2 Cavalerie, participând la Operația ofensivă la vest de Tisa. :p. 333

## Comandanți
- General Constantinidi Alexandru